# Adorján Imre (földbirtokos)
Vitéz menasági Adorján Imre (Csíkménaság, 1884. április 17. – Hidas, 1971. szeptember 30.) – csíksomlyói földbirtokos, közéleti személyiség, közösségszervező, szaklapszerkesztő, 1940-től magyarországi országgyűlési képviselő.

## Élete
1884. április 17-én született a Csík vármegyei Csíkménaságban, római katolikus vallásban. Családja hagyományai szerint felmenőik az Adorján nemzetség leszármazottjai voltak, akik a 17. század legelejétől székely lófőként szerepeltek az írott forrásokban. Apja Adorján István gazdálkodó, anyja Málnási Ágnes volt, egyik nagybátyja volt Adorján Imre 1848/49-es honvéd, főgimnáziumi tanár.
A csíksomlyói római katolikus tanítóképzőben 1903-ban szerzett oklevelet, majd két éven át a budapesti tanítóképző intézet diákja volt. 1905–1906 folyamán egy évi önkéntes katonai szolgálatot teljesített a császári királyi 82. gyalogezred kötelékében. Csík vármegye törvényhatósági bizottsága már 1907-ben megválasztotta a csíki magánjavak által javadalmazott gazdasági szaktanítójának. Ugyanettől az évtől Marosvásárhelyen, illetve Tordán mezőgazdasági, kertészeti és méhészeti tanfolyamokon vett részt. Másodtitkára, majd titkára lett a Csík vármegyei Gazdasági Egyesületnek, nyolc éven át részt vett az egyesület mezőgazdasági értesítőjének, a Csiki Gazdának a kiadásában, illetve Tivai Nagy Imre mellett a szerkesztésben is. Az 1910-es évek elején vármegyei törvényhatósági bizottsági tagnak is megválasztották.
Az első világháborúban 1915 májusától tisztjelöltként, decembertől tartalékos hadnagyként vett részt, 1917-ben pedig főhadnagyi előléptetést kapott. Az Ojtozi-szorosban, Sósmezőnél 1916. november 19-én súlyosan megsebesült. Felépülése után, 1918 júniusában az olasz hadszíntérre, onnan rövidesen a hátországba rendelték, ahol részt vett még a Székely Hadosztály küzdelmeiben is. A háború alatt összesen hét alkalommal tüntették ki: Megkapta az I. és II. osztályú ezüst Vitézségi Érmet, a bronz, majd az ezüst Signum Laudist, a Sebesültek Érmét két pánttal, illetve a Károly-csapatkeresztet is.
Miután Székelyföld a trianoni döntéssel román fennhatóság alá került, egyre több részt vállalt a csíki magyarság érdekvédelmi, politikai és gazdasági mozgalmaiban. Részese volt a Kolozsváron 1921. január 9-én alakult Magyar Szövetség Csík megyei szervezésének, közben 1921–1922-ben helyettes tanítóként dolgozott a csíksomlyói tanítóképzőben, ahol gazdaságtant és testnevelést oktatott. Mivel 1923-ban a román hatóságok a Csík vármegyei Gazdasági Egyesületet betiltották, s a csíki magánjavakat önkényesen kisajátították, állás nélkül maradt, a továbbiakban birtokán gazdálkodott.
A következő időszakban az Országos Magyar Párt (OMP) Csík megyei tagozatának egyik főtitkára, és 1925-től az OMP csíkszeredai jogvédő irodájának vezetője volt. Részt vett a szövetkezeti mozgalomban, előadásokat tartott és gazdaköröket szervezett csíki falvakban, és a Hangya segítségével új szövetkezeteket is alakított. Az 1930-as években a Csíkmegyei Tanács, valamint az öttagú állandó választmány három magyar nemzetiségű tagjának egyike lett, Egyházában is vállalt tisztségeket: a csíksomlyói plébánia és a hozzá tartozó fíliák főgondnoka, pénztárnoka, illetve jegyzője, továbbá 1937–1944 között a Csíki Múzeum gondnoka volt.
Ugyancsak tagja lett az 1938 után alakult titkos Önvédelmi Szervezetnek is, melyben feladata az esetleges román–magyar háborús konfliktus kitörése esetén Csík megye átállásának megszervezése volt. 1939. november 19-én államellenes összeesküvés és hazaárulás vádjával letartóztatták, Nagyváradra, majd a kolozsvári katonai börtönbe vitték, ahol – 138 elfogott társával együtt – egy héten át kegyetlen kínzásokat kellett kiállnia. 1940. január 6-án Craiovára szállították, ahol a hadbíróság őt és 13 társát öt-öt évi börtönre ítélte. Több fegyházban is raboskodott, végül Kolozsvárról szabadult 1940. szeptember 7-én.
Hazakerülve a Csík vármegyében 1940 október elején alakult Védelmező bizottság tagja, október 10-ével pedig a budapesti országgyűlés képviselőházának behívott országgyűlési képviselője lett. Egyik alapítója volt az 1940 decemberében életre hívott Erdélyi Pártnak; érdemeiért a kormányzó 1941. december 6-án Nemzetvédelmi Kereszttel tüntette ki. Mivel nem értett egyet az Erdélyi Párt minden célkitűzéseivel, 1942. május 18-án kilépett a pártból, s mint pártonkívüli folytatta képviselői munkáját. Tagja volt ebben az időben Csík vármegye törvényhatósági bizottságának, a vármegyei kisgyűlésnek, és számos társadalmi szerveződésnek. 1943. március 3-án vitézzé avatták.
1944-ben a Magyar Királyi Honvédség tartalékos századosa, a csíki légvédelmi osztag helyettes parancsnoka volt. A front közeledtével, 1944 augusztus végén Budapestre menekítette családját, őt magát a Csíkszeredában működő 79. honvéd bevonulási központ helyettes parancsnokaként a katonai hatósággal Dunántúlra vezényelték. Előbb Nagykanizsán, majd Balatonedericsen szolgált, 1944. december 20-ig.
A második világháborút követően joggal tartott a román hatalom megtorlásaitól, ezért nem tért vissza Erdélybe. A románok a közéleti szerepléséért távollétében kollaboracionistának bélyegezték, majd az Ellenséges Vagyonokat Kezelő és Ellenőrző Pénztár a teljes vagyonát elkobozta. Az anyaországban viszont – miután átesett politikai életének felülvizsgálatán – letelepedhetett: a Népgondozó Hivatal segítségével Hidas községben kapott családi házat. Ott részt vett a helybeli földműves szövetkezet létrehozásában, melynek egy darabig elnöke is volt. Igazgatósági taggá választották 1947-ben a Hidasi Tejszövetkezetben, a helyi katolikus egyházközségnek pedig 1955-ig világi elnöke lett. Élete 87. évében hunyt el Hidason, végső nyughelye a pécsi köztemetőben van.